# Kollection
| Оценки критиков | Оценки критиков |
| Источник        | Оценка          |
| --------------- | --------------- |
| Allmusic        | [ 1 ]           |

Kollection — сборник/студийный альбом британской поп-группы The Korgis, выпущенный в 2005 году.

## Об альбоме
Kollection содержат как известные композиции группы: «If I Had You», «Everybody’s Gotta Learn Sometime», «All The Love In The World», взятые из альбома 1992 года, This World's For Everyone, так и новые песни, а также треки, ранее неиздававшиеся на CD.
Изначально Kollection был издан в 2004 году и был доступен только для членов фан-клуба Korgis, но в следующем году был перевыпущен, вместе с одноимённым DVD.
Альбом сопровождался синглом «Something about The Beatles», записанным и спродюсированным в апреле 2006 года, Джеймсом Уорреном и Гленном Томми.
В 2009 году версия альбома 2006 года, в том числе и сингл «Something about The Beatles» наряду с DVD Kollection , были переизданы в виде CD/DVD компиляции, под названием Something About The Korgis.

## Список композиций
1. «If I Had You» (Davis, Rachmaninoff) — 3:58
  - Перезапись 1993 года. Ведущий вокал: Джеймс Уоррен. Ранее не издавалась.
2. «Everybody’s Got to Learn Sometime» (Warren) — 4:09
  - Перезапись 1990 года. Ведущий вокал: Джеймс Уоррен.
3. «It All Comes Down to You» (Baker, Davis, Warren) — 3:40
  - Новая песня 2004 г. Ведущий вокал: Джеймс Уоррен.
4. «One Life» (Davis, Warren) — 3:36
  - Из альбома 1992 годаThis World's For Everyone. Ведущий вокал: Джон Бейкер.
5. «Who Are These Tears For» (Warren) — 4:14
  - Из альбома 1992 года This World's For Everyone. Ведущий вокал: Джеймс Уоррен.
6. «Find Yourself Another Fool» (Davis) — 3:56
  - Новая песня 2003 г. Ведущий вокал: Джеймс Уоррен.
7. «This World’s for Everyone» (Davis, Warren)
  - Из альбома 1992 годаThis World's For Everyone. Ведущий вокал: Джон Бейкер.
8. «That’s What Friends Are For» (Davis, Ferguson) — 3:47
  - Композиция сольного проекта Энди Дэвиса, 1993 года. Ведущий вокал: Энди Дэвис.
9. «Hold On» (Davis) — 4:12
  - Из альбома 1992 года This World's For Everyone. Ведущий вокал: Джон Бейкер.
10. «I Wonder What’s Become of You» (Baker, Warren) — 3:25
  - Новая песня 2004 года. Ведущий вокал: Джеймс Уоррен.
11. «Work Together» (Davis, Warren) — 3:42
  - Из альбома 1992 года This World's For Everyone. Ведущий вокал: Джон Бейкер.
12. «Come to Me» (Lord, Warren) — 3:52
  - Новая песня 2004 года. Поёт: Джеймс Уоррен.
13. «All the Love in the World» (Davis, Warren) — 4:00
  - Новая версия. Ведущий вокал: Джон Бейкер.
14. «Wish You Merry Xmas» (Baker, Davis, Harrison, Lord, Warren) — 2:55
  - Версия 2003 года. Ведущий вокал: Джеймс Уоррен.
15. «Everybody’s Got to Learn Sometime» (Warren) — 3:44
  - Slow & Moody DNA 7" Mix '93. Ведущий вокал: Джеймс Уоррен.
16. «It Won’t Be the Same Old Place» (Davis, Warren) — 5:12
  - Бонус-трек из сольного альбома Джеймса Уоррена 1986 года, Burning Questions. Сремиксован Дэвидом Лордом. Ранее на CD не издавался.
17. «Lines» (Lindsey) — 3:29
  - Бонус-трек. Первая демозапись Korgis, датированная сентябрём 1978 года. Ранее не издавалась.
18. «Boots and Shoes» (Davis Warren) — 4:04
  - Бонус-трек. демозапись 1978 года. Ведущий вокал: Джеймс Уоррен. Ранее не издавалась.
19. «Make a Fuss About Us» (Davis) — 3:32
  - Бонус-трек. Неизданная демозапись Энди Дэвиса 1978 года, «Rover’s Return». Ранее не издавалась.

## История релиза
- 2005 Angel Air SJPCD204

## Сингл
- «Something about The Beatles» — 4:08 / «It All Comes Down To You» — 3:37 / «Everybody’s Got To Learn Sometime» (Версия 1990 года) — 4:09 (Angel Air RAJP903, Июнь 2006)

## Над альбомом работали
- Andy Davis — клавишные, гитары, бэк-вокал
- James Warren — гитары, бас-гитара, клавишные, ведущий вокал, бэк-вокал
- John Baker — гитары, клавишные, ведущий вокал, бэк-вокал
- David Lord — клавишные
- Paul Cleaver — ударные в треке «If I Had You»
- Alan Wilder — клавишные в треке '«If I Had You»
- Dave Goodier — бас в треке «One Life»
- Stuart Gordon — виолончель в треке «Everybody’s Gotta Learn Sometime»
- Will Gregory — саксофон
- Sam Howard — бэк-вокал в треках «This World’s For Everyone» и «One Life»
- Debbie — бэк-вокал в треках «This World’s For Everyone» и «One Life»
- Helen — бэк-вокал в треках «This World’s For Everyone» и «One Life»
- John Griffiths — бэк-вокал в треках «This World’s For Everyone», «One Life», «Work Together»
- Nick Batt
- Steve Lindsey — вокал в треке «Lines»

### Производство
- The Korgis — продюсеры
- David Lord — струнные аранжировки
- Glenn Tommey — звукорежиссёр
- Guy Johnson — звукорежиссёр
- Chris Dawson — фотографии